# 堂本光一
堂本 光一（どうもと こういち、1979年〈昭和54年〉1月1日 - ）は、日本のアイドル、シンガーソングライター、俳優、タレントであり、男性アイドルデュオ・DOMOTO（元・KinKi Kids）のメンバー。本名同じ。
兵庫県芦屋市出身。STARTO ENTERTAINMENT所属（エージェント契約）。血液型はB型。身長168cm。
相方の堂本剛と同姓であるが、血縁関係はない。

## 来歴
※ソロ活動を中心に記載。KinKi KidsおよびDOMOTO、J-FRIENDSとしての活動は各ページを参照のこと。

### 生い立ち
1979年、堂本家の長男として誕生。体重2900gで、逆子であった。名前の由来は、「"なんでもいちばんになれるように"という願いを込めた。」「父親の一字をもらった」「1月1日の朝6時頃産まれたから、光る一番で」などいろいろあるらしく、本人もはっきりとわかっていない。3つ上に姉がいる。
出生当時の自宅は長野県松本市だったが、間もなく父親に転勤の辞令が出て千葉県に引っ越す。1982年、千葉県船橋市にある西船幼稚園に入園するが、すぐに再び転勤で兵庫の社宅に引っ越したため、芦屋市立朝日ヶ丘幼稚園に転入。1985年、芦屋市立朝日ヶ丘小学校に入学し、1991年、芦屋市立山手中学校に進む。中学3年生の3学期に上京。芸能生活も多忙になってきた1994年、高校に入学。単位制・通信制の学校で5年かかったが無事に卒業。卒業式の日は仕事だったため別の日に校長室で1人で卒業式が行われた。

### ジャニーズ事務所入所
小学校6年生の時、少年隊ファンの姉が勝手にジャニーズ事務所に履歴書を郵送し、当時大阪で行われていた光GENJIのコンサートに招待される。それまでも姉の影響で『PLAYZONE'89 Again』や『PLAYZONE'90 MASK』などのミュージカルは観ていたものの、本人は特に興味がなかった。しかしこのコンサートを観ているうちに「かっこええな、やってみようかな」と思い始め、12歳の時に再び光GENJIのコンサートを横浜アリーナで鑑賞したその場で事務所入りを決める。母親がこの時、社長にたった一言「よろしくお願いします」と言って頭を下げた姿を忘れられないと本人はインタビューで話している。
その1991年5月5日に横浜アリーナで初めて出会い、同じように事務所入りを決めた堂本剛とともに、平日は中学校に通いながら週末は新幹線で東京にある事務所のレッスンに通う日々をしばらく続ける。中学3年生の時に転校し、上京。今度は合宿所と仕事場の往復となる。ちなみにこの頃合宿所に住んでいたのは剛と長瀬智也、井ノ原快彦とあと1人くらいだったが、同じ仕事と境遇で価値観が合う本当の仲間ができたことが何より嬉しかったという。当時ジャニーズJr.と呼ばれる人間は10人程しかおらず、踊りのレッスンには常に全員が出ているような状況。レッスンはハードであったが、勉強より踊ることがとにかく楽しく、合宿所に帰ってからも鏡の前で何度も復習をした。
光GENJIのコンサートで初舞台を踏み、その後も主に光GENJIやSMAPのバックダンサーとして踊り続けた。当初から同じ苗字であった剛と2人揃って活動することが多く、「W堂本」「KANZAI BOYA（カンサイボーヤ）」などの呼び名を経て1993年4月4日、『キスした?SMAP』にて初めて「KinKi Kids」というグループ名が発表された。

### ソロ活動
1999年に『MASK』で舞台初主演。2000年より主演ミュージカル『SHOCK』シリーズがスタートする。
2006年7月12日、両A面シングル『Deep in your heart/+MILLION but -LOVE』でソロCDデビュー。剛が2002年にすでにソロデビューしていたこともあり、早くから光一にもソロデビューをと望む声があったが、本人は「いずれ出さなアカンかな」というくらいの考えだった。しかし主人公・トール（青年期）役でフジテレビ系アニメ『獣王星』で声優に初挑戦することが決まり、自身が作曲した「Deep in your heart」が主題歌に起用され、リリースが決定した。初週22.1万枚を売り上げ、オリコンウィークリーランキングで第1位を記録した。
2024年4月24日にソニー・ミュージックソリューションズで個人ファンクラブを開設する（KinKi Kidsのファンクラブは閉鎖、剛は事務所退所済み）。

## 受賞歴
- 2002年
  - 第6回日刊スポーツ・ドラマグランプリ 助演男優賞（『リモート』）[23]
- 2003年
  - 第35回ザテレビジョンドラマアカデミー賞 助演男優賞（『リモート』）[24]
- 2020年
  - 第45回菊田一夫演劇賞 大賞（20年にわたり『SHOCK』シリーズを牽引してきた功績に対して）[25]

## 人物

### ドラマ・映画
1992年に公開された映画『200X年・翔』で俳優デビュー。テレビドラマ初出演は『ドラマシティー'93「愛よ、眠らないで」』で中居正広が出演する作品であったが、共演のシーンは無かった。
1994年、百数十人が受けたというオーディションで事務所の意向ではなく実力で「影山留加」役を射止め、『人間・失格〜たとえばぼくが死んだら』に出演が決定（剛は「大場誠」役）。愛するがゆえに誠をいじめてしまう役を熱演した。ドラマはその内容から衝撃の問題作と言われるも高視聴率を記録し、2人は一気に全国区となる。その後、同じく当時社会現象となっていた『家なき子』の劇場版とテレビドラマの続編『家なき子2』で両方において主役であった安達祐実の相手役を務め、1996年、『銀狼怪奇ファイル〜二つの頭脳を持つ少年〜』でテレビドラマ初主演。その後も数々の映像作品に出演し、二枚目から三枚目まで様々な役を演じたが、本人は、『人間・失格〜たとえばぼくが死んだら』の頃に世間での認知度が高まったものの、一般の人に「あ、頭の中にハエがいるへんな子」と言われるようになったことが印象深く、ドラマの影響力は大きいと感じたと話している。
2002年、『リモート』の氷室光三郎役で第35回ザテレビジョンドラマアカデミー賞助演男優賞&第6回日刊スポーツ・ドラマグランプリ助演男優賞を受賞。2008年、『銀幕版 スシ王子! 〜ニューヨークへ行く〜』で映画単独初主演を果たし、この時は役名の米寿司名義で主題歌も担当した。

### バラエティ番組・司会
先輩の番組のアシスタントとしてのバラエティ出演を経てKinKi Kidsとしてメインで出演&司会を務めるが、1999年あたりから番組やイベントなどで次第に単独で司会を務めることが多くなる。音楽、討論、教育、F-1などジャンルは様々。タッキー&翼のCDデビュー特番『徹子&光一の生部屋』（2002年9月11日放送）の司会も黒柳徹子と務めた。また、『堂本兄弟』やジャニーズカウントダウンライブなど、KinKi Kidsとして司会を務めている時でも、実質進行役となりトークを回す役目は光一が担うことが多い。「普段はベラベラとしゃべるタイプではなく人の目を見て話すのも苦手だが、"司会"という役割を与えられるとそれが普通にできる」「剛は話を広げるのは上手だがまとめるのは苦手」などそれぞれの特性を生かした結果、自然にこの形に落ち着いた。『LOVE LOVEあいしてる』から『堂本兄弟』に変わった時も、今までと逆に剛を進行役にしようと試みたが、お互い居心地が悪くて戻したという経緯がある。
あまり話すのが得意でないゲストなら自分が率先してくだけて空気を緩め、芸人がゲストなら独自の笑いの世界を壊さないためにあまり立ち入らないようにするなど、臨機応変に自分の立ち位置を変えるという司会スタイルをとる。また、『LOVE LOVEあいしてる』や『堂本兄弟』などで長く付き合いのあるきくち伸プロデューサーは、「光一はプロデューサーとして特化してきた」「収録後に"この座り位置だとゲストが話しにくい"など意見してくれたり、彼は出演者というよりは完全にスタッフ」「ゲストを招いての番組のトークでも本番に強いタイプ。しかも努力している姿を見せない…機を織っているところを人には見せないけれど、いつの間にか織り上げている鶴みたいな人」と、番組作りから積極的に関わっていると話している。他にも、『ポップジャム』で仕事をしたNHK芸能番組部チーフディレクターの筒井健は「台本を渡すとこちらが説明する前にサッと目を通し、"ここは、こうやんないとダメなんちゃう?"、"（台本で抜けているたった30秒に対して）ここで僕はなにをやるの?"って、聞いてくる」「ステージングの解釈は、プロ中のプロ」、『ジェネジャン』など討論番組で関わった山口香代プロデューサーも「打ち合わせの段階から自分の意見をしっかり言っている」「うまく発言者を立てながらほかの人に話を振る技量がある」と話すなど、スタッフの間でも高く評価されている。
日本テレビ系バラエティー『Gyu!と抱きしめたい!』『KinKi KidsのGyu!』『ピカイチ』の3番組内で続けて放送されていた「資格ゲッター☆ピカイチ」というコーナーでは毎回様々な資格の取得に挑戦し、最終的には20種類もの資格を取得した。取得後全ては管理しきれず期限切れや失効したものも多数あるが、1級小型船舶操縦士とこのコーナーを始めるきっかけで目標でもあった国内A級ライセンスに関しては意識して更新を続けている。

### 舞台
事務所に入所しようと思ったきっかけの大きなものとして実はミュージカルへの憧れがあり、15歳の時、『人間・失格〜たとえばぼくが死んだら〜』のビデオ特典インタビューで将来の夢を聞かれた時には、「歌も踊りも芝居も全て入っているミュージカルをやりたい」と答えていた。1993年、SMAPの舞台『ANOTHER』で舞台デビュー。1997年『kyotokyo』を経て、1999年『MASK』で初主演。
2000年、『MILLENNIUM SHOCK』で帝国劇場最年少座長（当時21歳）に抜擢され、東山紀之、赤坂晃（元光GENJI）、今井翼（当時ジャニーズJr.）ら歌と踊りに秀でたカルテット（"ジャニーズ四天王"や"アンダルシアユニット"とも呼ばれた）とカンパニーで1か月38公演に挑み、無事に成功させる。チケット約7万枚に対し、抽選方式では80万通の応募が殺到、対面方式で販売されたものは15分で即時完売、競争率は11.4倍を記録した。また、海外メディアを含め取材陣は70社200人を超えるなど注目度も高く、帝国劇場89年の歴史上初めてづくしの結果となった。帝国劇場は2011年には1年のうち7か月をジャニーズ事務所所属タレントの舞台が占めることもあるくらい関わりが深い劇場となったが、2000年の当初は由緒正しい劇場ということでジャニーズ事務所の進出には実は厳しい意見もとても多かったと光一は当時を振り返っている。しかしこの反響の大きさに是非シリーズ化してほしいという東宝側からの申し入れがあり、これ以降『SHOCK』シリーズは光一主演で毎年続いていくことになる。
2004年の『Shocking SHOCK』を終えた後、「もっとストーリーを重視した作品に進化させたい」と光一が提案し、ジャニー喜多川からも「光一の思うSHOCKというものを作ってみてもいいんじゃない?」とGOサインが出たため、一から台本が作り直され大幅にストーリーや構成が変更される。名前も『Endless SHOCK』へと変わり、光一が脚本・演出・音楽全てにおいて全面参加、2005年より新生SHOCKがスタートした。2008年4月、その『Endless SHOCK』が第33回菊田一夫演劇大賞を受賞。高い舞台成果に対しスタッフ・出演者一同に贈られたものだったが、会見で光一は「全員の力でいただくことが出来た。とにかくひとつになることを大切にしてきた。スタッフ、キャストが一つになって作り上げてきたこの舞台で、このような賞がいただけて本当に嬉しい。」と語った。2011年3月1日、帝国劇場が100周年を迎えた日も『Endless SHOCK』が公演中であった。記念すべき日にステージに立っていることについて「本当に『SHOCK』で良かったんですかね?」と恐縮しながらも「人生の3分の1を帝劇に関わらせていただいて、人格を形成してくれた場所といっても過言ではない。本当におめでとうございます」と祝福の言葉を述べた。
天井の高さやセリ、ステージ幅の問題などから長く帝国劇場でしか上演されてこなかったが、劇場を改修したうえで2012年に福岡の博多座で初の地方公演を実現させ、2013年には地元関西の梅田芸術劇場にも進出した。2013年3月21日、『SHOCK』シリーズは公演回数1000回を達成。初演から12年5か月での達成で、同一演目に単独主演の舞台としては国内演劇史上最速となる。
長いSHOCKの歴史の中では、様々な怪我やトラブルも経験している。シリーズの初演となる2000年の『MILLENNIUM SHOCK』の公演中に太股の筋肉断裂、2002年6月『ショー劇・SHOCK』の初日には右足首の靭帯損傷という怪我を負った。両公演ともサポーターや添え木をして1か月の公演を演じ終えたが、「足を運んで下さったお客様とスタッフ、キャストへの申し訳ない思いと、動けない自分への悔しさと、全力で届けなければならないという思いで一杯だった」という気持ちから、「自分の不注意から怪我をして、全力のショーをお見せできず、申し訳ありません」と初日のカーテンコールで涙を流した。後のインタビューで「怪我をしてしまった日に東宝さんから“足を怪我していても他に魅せ方はいくらでもあると思いますよ。”と言われたことが救われたし、力になった」と語っている。当時は明かしていなかったが、2004年2月、リハーサル中フライングの着地に失敗し頭から落ちて1週間程入院し、その間病院から帝劇に通ったり、2006年には急性胃腸炎を患いながらステージに立ったこともある。これらのこともあり、今では公演中、験担ぎではないがもし舞台で何か起こった時に自分に逃げ場を作らないため、公演開始前の起床→劇場入り→食事→ストレッチ&ウォーミングアップ→お風呂→メイクアップ→ステージに立つというルーティーン作業を決して崩さないようにしている。ちなみに2008年に舞台機構の故障による中止→振替、2011年の東日本大震災による中止、2015年の可動式LEDパネル負傷事故による中止、2020年の新型コロナウイルス感染拡大による中止は経験したものの、自らの体調不良や怪我を理由に公演を中止にしたことは一度も無い。
シリーズを貫く不変のテーマとして"Show Must Go On"（何があってもショーは続けなければならない）の精神があり、これはジャニーズ事務所の携帯サイト「Johnny's web」での光一の連載のタイトルにもなっている。
2020年、初演の2000年から20年間『SHOCK』シリーズをけん引してきた功績が認められ、第45回菊田一夫演劇賞大賞を個人でも受賞。41歳での受賞は、2016年に『エリザベート』で大賞を受賞した花總まりの43歳という記録を抜く史上最年少で、ジャニーズ事務所のタレントとしても初の受賞となった。
『SHOCK』シリーズは2000年（21歳）の初演から2024年（45歳）まで24年連続で毎年上演され、光一のライフワークともいえる作品となる。チケットは全公演が即日完売し、「日本一チケットが取りにくい舞台」と呼ばれた。帝国劇場で上演された2024年4月22日13:00開演回で、演劇における代役なしの単独主演記録2000回公演を達成。5月9日の18:00開演回で2018回公演を達成し、森光子が『放浪記』（2017回）で持つ国内演劇における単独主演記録を超え、単独1位となった。
2024年11月29日の帝国劇場での公演で『SHOCK』シリーズは24年間の歴史に幕を閉じる。全2128回を上演し、約370万人を動員した。大千穐楽公演は全国47都道府県100館の映画館でライブビューイングが行われ、7万人が見守った。

### 音楽
幼少期は母親の影響によりTOTOやエリック・クラプトン、イーグルスなど洋楽を多く聴いており、大人になってからも好きなアーティストにはBon Joviらを挙げている。初めて買ったCDは小田和正の「ラブ・ストーリーは突然に」で、『LOVE LOVEあいしてる』のスペシャルで小田がゲスト出演した時にはセッションが実現した。その他、お気に入りの楽曲としてよく挙げているのは串田アキラの「宇宙刑事ギャバン」。
『LOVE LOVEあいしてる』で吉田拓郎をはじめとした一流ミュージシャン達と出会い、ギターを教えてもらう。そして番組内で吉田拓郎に促されて初めて作詞・作曲し、「MY WISH」という楽曲を作った。この曲を吉田拓郎に初めて見せた時、決して否定することなく「よく作ったね」と言ってもらえたため、「自分にも曲が作れるんだ」「面白い、もっと勉強しよう」と思ったことが忘れられないという。そしてこの当時の出来事が、今まで作詞作曲を続けてこられたきっかけになっていると本人は振り返っている。ちなみにこの処女作を初めてデモテープで聴いた時、番組プロデューサーであるきくち伸は「いきなりハイレベル…まるで職業作曲家さんの仕事じゃないか!」と当時ものすごく衝撃を受けたと話している。
これ以降も作詞作曲を続け、楽曲はKinKi Kidsのシングルやアルバム、舞台のサウンドトラックに収録される。2002年には「堂本光一が作詞作曲した」という先入観なく楽曲を聴いてほしいという思いから、「K.Dino」というペンネームを使って素性を明かさないままKinKi Kidsのシングル『solitude 〜真実のサヨナラ〜』を発表した。
マイナーコードの曲を好み、自身で作るのもマイナーコードのものが多い。作曲ではメロディの力を借りて人の感情を動かす音楽を作りたいという思いが強い。曲作りは締切に追われることが多く、ストックはしないタイプ。また、作詞作曲両方をする時は基本的に曲を先に作ってから詞をつける。しかしながらソロデビューをした2006年あたりから「自分の曲に作詞家の人がどういう詞をつけてくるのかが楽しみだから」「世の中に詞だけを全部書く人はいっぱいいるが逆は聞いたことがない」「作詞の才能がないと思うし、詞を書いていてもあまり楽しくない、苦手」「自分語りが苦手で"俺はこういう人間です"と言葉で語りたい欲求がない」などの理由で作詞活動からは遠のき、作曲のみに専念。ソロシングル・アルバムではほぼ全ての楽曲を作曲のみ担当している。そして2010年の雑誌のインタビューでの「今後（詞を）書く機会があるかどうかはわからないが、基本的にはもう書かない」という発言通り、同年に発売された『Family 〜ひとつになること』に収録されている「Tears」（作詞：堂本光一、作曲：堂本剛）以降、作詞をした楽曲は発表されていない。
ソロでのCD、グループでのCDともに、コーラスの歌入れ・ミックス・トラックダウンなどを自ら担当し、制作&レコーディング期間中はスタッフと毎日朝まで話し合いながら作ることが多い。音楽評論家の麻生香太郎は、「そんなアイドルは聞いたことがない。もはや光一は、作品の出口管理までしないと気が済まないプロデューサー型人間になっている」と述べている。

### セルフプロデュース
デビュー前から歌番組やKinKi Kidsのコンサートでソロを披露する時はダンスナンバーがほとんどであった。近藤真彦の楽曲で、東山紀之が踊ってきたソロナンバー「アンダルシアに憧れて」を引き継ぎ、KinKi Kids合作曲「愛のかたまり」にもソロで披露する時には踊りをつけた。『ポップジャム』では司会でありながら、2001年9月1日の放送からは「堂本光一SUPER STAGE」というコーナーが設けられ、マイケル・ジャクソンの「LITTLE SUSIE」「2 BAD」やStray Catsの「ROCK THIS TOWN」など毎週のようにダンスで披露した。
初ソロコンサートはソロCDデビューよりも早く、2004年の春。2年越しの構想の末、構成や演出全てを光一自身が手掛けて実現した。それまでの集大成的な内容で、エンターテイナーの光一らしい“魅せるステージ”となったが、「1/2」というタイトルに込めた"KinKi Kidsは2人"という意味の通り、KinKi Kidsや剛の楽曲を披露したり、自らが頼んで剛に書いてもらった『大丈夫』というタイトルの数行にわたるメッセージをモニターに流したりと、まだグループのうちの1人であることを意識した内容であった。しかし2006年に行われた2回目のソロツアーではKinKi Kidsの曲は封印され、1stソロアルバム『mirror』の楽曲を中心に、披露された19曲のうち18曲が自身が作曲した楽曲で構成されるという完全な堂本光一ソロワールドで展開された。以降のツアーも全て光一自身が構成・演出・総合プロデュースを担当し、ダンスや照明を含めたすべての細かい打ち合わせから携わっている。ジャニーズ事務所にはコンサートの構成を考える専門のスタッフが存在しないため、「15歳の頃から自分で考えるのが普通だったし、みんなそうしてきた」「逆に、自分の音楽性を自分より理解している人間はいないのに、他人が構成を考えるという感覚が理解できない」と本人は話している。コンサートでは主に、普段は聴こえることのない音や間を目でも楽しんでもらえるように音楽を視覚化することや、9割は自分がやりたいことをやるが残りはファンが喜ぶ演出を入れることなどを心掛け、ダンスが好きな光一らしく、グループの時よりも踊りを重視した構成となっている。ステージの演出では照明が最も重要であるというこだわりをもっており、PIGIやドットイメージなど当時の最新鋭の照明・投影機材を海外から輸入していち早く取り入れている。光による演出が難しく、天候や時間で左右されてしまう屋外の公演はあまり好きではなく、ソロコンサートは一度も野外では行われていない。
MCに関しては当初、剛がいないことで戸惑いを見せたり、苦手だからいっそのこと無くそうかといった趣旨の発言をしていたが、近年はドSな王子キャラ、持ち上げては落とし突き放した挙句に抱き寄せるようなツンデレトーク、憎まれ口や毒舌（ただしフォローは欠かさない）などが定番となり、本編のパフォーマンスとはまた違ったギャップの激しい一面がみられる。
これらをソフト化したコンサートDVDやプロモーションビデオなど、すべての映像作品においても細かく制作や編集に携わっている。ただし、「裏側を見せてもお客さんの反応が変わる必要はないし、（作り手の苦労は）関係ない」「それより出したものを素直に受け取ってほしい」というように元々制作過程や舞台裏を見せるのが好きではなく、「次のステップに進んでいるにもかかわらずまた過去を振り返るのが嫌」という理由で『Document of Endless SHOCK 2012 -明日の舞台へ-』には関わっていない。元々モノ作りに関してはかなりマニアックで、すべてに関して人任せにはせずに、細部までこだわって作らないと気がすまず、そんな姿を自ら「オタクの世界ですね（笑）」と認めている。

### 後輩プロデュース
2001年、イベント「お台場どっと混む!」のために結成されたジャニーズJr.期間限定ユニット☆☆I★N★G★進行形に「LOVE together」を作詞したのを始めとし、後輩への楽曲提供やプロデュースも手掛けるようになる。日本テレビ系バラエティー『ジャパン☆ウォーカー』内のコーナー「光一計画」ではJ-Support (K.K.Kity) に「Private Hearts」を、滝沢秀明の舞台『DREAM BOY』にも同名の楽曲を書き下ろした。その他、NHK BS2の音楽番組『ザ少年倶楽部』の2002年10月からのエンディング曲「LOVE&DREAM」（作曲）など。なお、2002年にKAT-TUNが歌番組やコンサートでオリジナル曲として披露した「Change」は元々光一が自ら1999年のKinKi Kids冬のコンサートで披露していたものである。
その後も多くの後輩の舞台やコンサートで演出に携わっており、ジュニアたちを牽引する立場としても頼りにされている。

### 取得資格
1. 1998年3月8日、締固め用機械（ローラー）運転業務特別教育修了（無制限）
2. 1998年6月21日、ソフトボール第3種公認審判員
3. 1998年7月13日、四級小型船舶操縦士
4. 1998年9月17日、チェーンソー伐木業務特別教育修了
5. 1998年11月13日、食品衛生責任者
6. 1999年2月8日、COMPETITION LICENSE JAPAN AUTOMOBILE FEDERATION（国内B）
7. 1999年3月15日、COMPETITION LICENSE JAPAN AUTOMOBILE FEDERATION（国内A）
8. 1999年4月24日、小型車両系建設機械（整地・運搬・積込み用及び掘削用）運転業務特別教育修了（機体重量3t未満）
9. 1999年7月2日、日本綱引連盟公認審判員（シングルA）
10. 1999年11月10日、一級小型船舶操縦士
11. 1999年11月24日、ボイラー取扱技能講習修了（小規模ボイラー）
12. 1999年12月16日、フォークリフト運転業務特別教育修了（最大荷重1t未満）
13. 2000年1月19日、ラッピングコーディネイター
14. 2000年4月26日、アーク溶接等業務特別教育修了
15. 2000年5月10日、日本ドッジボール協会公認C級審判員
16. 2000年6月1日、大型特殊自動車免許
17. 2000年7月5日、そば打ち名人資格
18. 2000年8月23日、SWIFTWATER RESCUE First Respond
19. 2000年10月17日、車両系建設機械（整地・運搬・積込み及び掘削用）運転技能講習修了（機体重量3t以上）
20. 2001年1月20日、アームレスリング国内3級審判員

- 資格を活かし、コンサート会場でフォークリフト操作を披露したことがある[103]。
- チェーンソー伐木資格を活かし伐採したクリスマスツリーが、横浜みなとみらい21ランドマークタワーのドックヤードガーデンで公開された。
- アーク溶接の資格を活かし、USJのアトラクション「JAWS」の前に設置されているサメのオブジェのヒレの部分を溶接した[38]。

### その他
仕事
自他共に認める仕事人間である。仕事が自分の生活や人生すべてで「仕事が趣味」「仕事以外の時間はおまけ程度」とすら言うこともあり、物事の考え方や性格など今の堂本光一は全部仕事から得たもので組み立てられていると考えているため、「堂本光一から仕事をとったら何も残らない」「堂本光一ではなくなる」と断言する。目標を掲げたり先の予定を立てるのが好きではなく、仕事でもこんなことがしたいと自分から言ったり選んだりすることは無いが、「目の前にある仕事に対して常に責任感を持ち、今自分が持っているものを全力で出して向き合えば次に繋がっていく」と常々話し、過ぎたことは振り返らずに今を精一杯生きて前へ進むことのほうが大事だと考えている。また、好きで仕事をやっているのだから、ストレスは無いと言い切る。そんな姿をストイック、プロ意識が高い、完璧主義者と評価する人間や憧れる後輩が多いが、本人は「単純に、やらなきゃ怖くてステージに立てないだけ」などと否定する。2012年8月の時点で『Myojo』表紙登場回数1位になるなど職業柄撮られることが多いにもかかわらず、写真は苦手。取材やインタビューでは話を盛ったりリップサービスをせず、発言には長年にわたってブレが無い。
王子
その風貌からファンやメディアに昔から"王子"と称されることが多く、オリコンの白馬の王子様ランキングで1位になったこともある。同じく王子を自称していた及川光博からも「日本の王子様は光一君、君だけだよ」と言われ、堤幸彦は「王子といえば光一」という発想からドラマ『スシ王子!』の主役に光一を抜擢した。その呼び方は日本にとどまらず、2011年のソロアジアツアーで韓国に行った際は、プロモーションのために出演した音楽番組『M! Countdown』で"Asian Lovely Prince"と紹介された。年齢を重ね、"王様"に変えようとした動きもあるが、その呼び方は根強く、2021年12月31日に東京ドームで開催された『ジャニーズカウントダウンライブ』の企画においても、ジャニーズデビュー組のメンバーの中で最も「王子様」であると思う人物を視聴者から投票してもらったところ、約86万の投票の中、第5位となった。ちなみに本人は「随分前からネタです」と割り切っている。
野球
スポーツで好きなのは野球で、昔は1位に野球、2位にモータースポーツを挙げていた。プロ野球では巨人ファンであり、なかでも原辰徳監督や川相昌弘のファン。芦屋で幼稚園に通っていた頃、母親と散歩中に近所の竹園ホテルで王貞治監督に遭遇し、サインをもらった上に「大きくなったら巨人軍にいらっしゃい」という言葉をもらったり、2000年に収録現場でバッタリ会った巨人の上原浩治選手にストレートの投げ方を教えてもらったこともある。野球好きと巨人ファンであることを公言していたため、野球界で何かあると各スポーツ紙にコメントを求められて発表することもあるが、好きな選手が引退したこともあり、2007年頃には「最近のプロ野球事情はわからない」というような発言が増えて野球の話は減り、次第にF1の話の割合の方が多くなっていった。
野球は観るだけでなく自身でもプレイしており、その歴史も小学校の頃からと長い。元々は高校野球をしていて巨人ファンだった父親の影響で野球をはじめ、リトルリーグに入り、ショートやサードを守っていた。仕事を始めてからもジャニーズ大運動会（野球大会）に出場して4番・ピッチャーを務め、1998年の大会ではMVPも受賞した。同じ1998年にはジャニーズ・エンタテイメントのスタッフと草野球チームも結成している。肩を痛めてからはファーストに回るようになったが、プライベートではその後も暫くは草野球を続けていた。公の場では『銀幕版 スシ王子! 〜ニューヨークへ行く〜』のプロモーションの一環で始球式に出たり、2009年12月13日に東京ドームで行われたジャニーズ大運動会に野球のみ参加したり、2011年5月29日に行われたMarching Jのチャリティー野球大会や、2016年4月13日に行われたジャニーズ野球大会でプレイしたりする姿を見せている。
車・F1
近所に住んでいたお兄さんのような存在の人の影響で小さい頃から車が好きになり、将来の夢はタクシーの運転手だった。やがてその興味はF1にも広がる。初めて好きになった選手は中嶋悟で、日本人初のF1パイロットとしてロータスで走っていた頃から全戦観戦している。なかでも1989年のオーストラリアGP（「雨のナカジマ」）や1991年の同じくオーストラリアGPでのラストランを忘れられない思い出のレースとして挙げており、「日本人ドライバーのパイオニア」「僕をF1に導いてくれた大きな存在」であると話す。他に、F1世界選手権ワールドチャンピオンのアイルトン・セナと、ミハエル・シューマッハも特別な存在として挙げている。F1チームの中ではフェラーリをこよなく愛し、自身が乗っている車もフェラーリで、著書『僕が1人のファンになる時』ではその愛車・430スクーデリアも公開している。その他、別のドイツ製の高級車も所持しており、天候によって乗り分けていた。
芸能界きってのF1ファンとも言われ、本人もF1は自身にとって「最高のエンターテイメントで究極の娯楽」だと話す。F1関連の仕事も多数経験しており、2000年と2002年にフジテレビF1中継にゲスト出演した。2007年にはブリヂストンF1日本GPプレスミーティングで進行役を務め、2009年10月には鈴鹿サーキットで行われた2009年日本グランプリに国際自動車連盟 (FIA)唯一の公式VIPゲストとして招待され、前夜祭イベントやフジテレビF1中継等に出演した。プライベートでも2005年9月にベルギーグランプリを、2011年に鈴鹿で日本グランプリを現地観戦している。2007年から2012年まで毎年東京中日スポーツでF1に関するコラム「光速CORNER」を連載していたほか、2006年から2015年まで雑誌『GRAND PRIX SPECIAL（F1グランプリ）』（ソニー・マガジンズ）で「F1賛歌」を連載していた。また、専門家も驚くほどF1に精通していると製作側に白羽の矢を立てられ、2014年にはF1映画『ラッシュ プライドと友情』でジェームス・ハント役として声優出演した他、2019年には映画『フォードvsフェラーリ』の映画応援アンバサダーに就任した。2023年にはF1番組『@cx_motorsports presents 堂本光一のレースのミカタ』の番組ホストを務める。
モータースポーツジャーナリストの川井一仁とは2000年イタリアGPのモンツァで初対面した当初から意気投合し、以降親交を深めるようになる。テレビで生中継を見る時は、川井からメールでレースの資料用のデータやレポートなどの情報を送ってもらい、パソコンも開いてラップタイムを見ながら観戦するのが常。
食
好きな食べ物は桃やイチゴなどの水分の多い果物、タコ、イカ、モズク、豚の生姜焼きなどで、苦手な食べ物はナス、臓物系の料理、パクチー、おにぎりなど。特に生クリームやあんこなどの甘い物が苦手で、大福やタイ焼きは外側の皮しか食べられない。基本的に食にあまり興味やこだわりが無く、他に夢中になることがあると食べるという行為自体を忘れてしまう。時に周りが驚くほどの食欲を突然みせることもあるが、普段は「生きるために食べているだけ」という趣旨の発言をすることもしばしば。しかしコーラは大好きで、「無ければ死んでしまう」と話すほど。氷を入れて飲むのが好き。2003年にコカ・コーラのCMが決まった時はかなり喜んでいた。
ゲーム・デジタル
ゲーム好きで、特にファイナルファンタジーシリーズ (FF) をはじめとするロールプレイングゲーム系を好む。『ファイナルファンタジーX』でワッカ役を演じていた声優中井和哉と『獣王星』で共演した際はとても喜び、その後、自身のライブDVD『KOICHI DOMOTO CONCERT TOUR 2006 mirror〜The Music Mirrors My Feeling〜』のCMではナレーションを中井が担当した。2002年に発売された『ファイナルファンタジーXI』においては7年にわたってプレイし続け、総プレー時間が900日を超えた。光一のFFシリーズファンぶりは『ファイナルファンタジー』シリーズを手掛けるスクウェア・エニックスでも有名で、同社の代表取締役社長・松田洋祐が舞台を観に来たことをきっかけに、2021年発売予定のアルバム『PLAYFUL』のビジュアル制作、およびショートムービー『V』のプロデュースや制作でスクエア・エニックスとコラボレーションすることが決まった。オンラインゲームでは『Endless SHOCK』でも共演する植草克秀と交流を深める。
デジタルには明るく、メカ類も好きで、子供の頃は何でもすぐに分解してよく怒られていた。パソコンやiPhoneなど昔から変わらずMac派で、アスキー・メディアワークスが発行するMacintoshなどApple専門のパソコン雑誌の表紙にも登場した。携帯アプリでふぉ〜ゆ〜ら後輩とメールのやりとりをしたり、パソコンでF1観戦時のデータ解析や音楽を制作したりする。
理科・科学
好きな科目は理科や科学。時に“ジャニーズ一の科学オタク”と称されるほどの興味の持ちようで、相対性理論などがコンサートのMCで話題になることも少なくない。水や光の屈折、究極の丸についてなど、日常生活において普通に存在するものについて興味をもち、当たり前の事柄や現象に疑問を感じる。それが当たり前ではなくなる宇宙も子供の頃から好きで、NHKでは火星関連番組、科学好きが高じて科学番組『ちょこっとサイエンス』や『堂本光一のNEWS LABO』の司会も務めた。
ペット
長年“猫が好きだが猫アレルギー”を公言し、過去に「ウニ」「ゆず」という名前の猫を飼うなどどちらかといえば猫派の姿勢を示しており、自分より先に死なれるのが嫌だからもうペットは飼わないと言っていたため、2009年5月に突然メスのロングコート・チワワの「パン」を飼い始めた時にはファンや周囲を驚かせた。その後は自身のソロコンサートや番組に出演させたり、ソロの音楽リリース作品の特典として画像や映像を残すなど、自他共に認める親バカぶりをみせていた。なお、「パン」は2024年9月12日に15歳9か月で亡くなったことを自身のInstagramで報告している。ちなみに犬・猫に限らず昔から動物は大好き。

## 作品
- KinKi Kidsの項目もあわせて参照のこと。
- アルバム『PLAYFUL』の発売を記念して、2021年6月2日0時より過去のシングル2作とアルバム4作の楽曲を[164]、『PLAYFUL』は2021年8月18日より[165]、デジタル配信の販売およびサブスクリプションの配信が解禁となった。
- サウンドトラック『KOICHI DOMOTO Endless SHOCK Original Sound Track』『KOICHI DOMOTO 「Endless SHOCK」Original Sound Track 2』は2025年4月1日よりサブスク解禁。『KOICHI DOMOTO 「Endless SHOCK」Original Sound Track 2』については、1曲目が最新音源の「Overture 2018〜2024」に差し替えた"Evolved Edition"として配信される[166]。

### シングル
堂本光一名義
|   | 発売日        | タイトル                              | 規格   | 規格品番                    | 最高順位 |
| - | ------------- | ------------------------------------- | ------ | --------------------------- | -------- |
| 1 | 2006年7月12日 | Deep in your heart/+MILLION but -LOVE | CD+DVD | JECN-0102(限定盤A)          | 1位      |
| 1 | 2006年7月12日 | Deep in your heart/+MILLION but -LOVE | CD+DVD | JECN-0104(限定盤B)          | 1位      |
| 1 | 2006年7月12日 | Deep in your heart/+MILLION but -LOVE | CD     | JECN-0106(通常盤)           | 1位      |
| 2 | 2009年7月29日 | 妖 〜あやかし〜                       | CD+DVD | JECN-0198(初回限定盤)       | 1位      |
| 2 | 2009年7月29日 | 妖 〜あやかし〜                       | CD     | JECN-0200(通常盤初回プレス) | 1位      |
| 2 | 2009年7月29日 | 妖 〜あやかし〜                       | CD     | JECN-0201(通常盤)           | 1位      |

米寿司名義
|   | 発売日        | タイトル | 規格   | 規格品番              | 最高順位 |
| - | ------------- | -------- | ------ | --------------------- | -------- |
| 1 | 2008年4月30日 | No more  | CD+DVD | JECN-0164(初回限定盤) | 1位      |
| 1 | 2008年4月30日 | No more  | CD     | JECN-0166(通常盤)     | 1位      |

#### DVD&Blu-rayシングル
|   | 発売日        | タイトル                         | 規格    | 規格品番           | 最高順位 |
| - | ------------- | -------------------------------- | ------- | ------------------ | -------- |
| 1 | 2015年6月10日 | INTERACTIONAL/SHOW ME UR MONSTER | DVD     | JEBN-0190 (Type A) | 1位      |
| 1 | 2015年6月10日 | INTERACTIONAL/SHOW ME UR MONSTER | DVD     | JEBN-0191 (Type B) | 1位      |
| 1 | 2015年6月10日 | INTERACTIONAL/SHOW ME UR MONSTER | Blu-ray | JEXN-0038 (Type A) | 1位      |
| 1 | 2015年6月10日 | INTERACTIONAL/SHOW ME UR MONSTER | Blu-ray | JEXN-0039 (Type B) | 1位      |

### アルバム
|   | 発売日        | タイトル | 最高順位 |
| - | ------------- | -------- | -------- |
| 1 | 2006年9月13日 | mirror   | 1位      |
| 2 | 2010年9月1日  | BPM      | 2位      |
| 3 | 2012年10月3日 | Gravity  | 1位      |
| 4 | 2015年7月8日  | Spiral   | 2位      |
| 5 | 2021年6月2日  | PLAYFUL  | 1位      |
| 6 | 2025年9月10日 | RAISE    |          |

#### サウンドトラック
|   | 発売日        | タイトル                                              | 最高順位 | 備考                                                   |
| - | ------------- | ----------------------------------------------------- | -------- | ------------------------------------------------------ |
| 1 | 2006年1月11日 | KOICHI DOMOTO Endless SHOCK Original Sound Track      | 1位      | ミュージカルのサウンドトラックによる首位獲得は史上初。 |
| 2 | 2017年4月19日 | KOICHI DOMOTO 「Endless SHOCK」Original Sound Track 2 | 1位      |                                                        |

### 映像作品
|    | 発売日         | タイトル                                                                | 発売形態  | 最高順位                                                        | 備考                                                                                         |
| -- | -------------- | ----------------------------------------------------------------------- | --------- | --------------------------------------------------------------- | -------------------------------------------------------------------------------------------- |
| 1  | 2002年6月19日  | KOICHI DOMOTO SHOCK DIGEST                                              | VHS / DVD | VHS総合：1位 DVD総合：1位                                       |                                                                                              |
| 2  | 2003年1月16日  | Koichi Domoto SHOCK                                                     | VHS / DVD | DVD総合：2位                                                    |                                                                                              |
| 3  | 2004年10月14日 | KOICHI DOMOTO LIVE TOUR 2004 1/2                                        | VHS / DVD | DVD総合：1位                                                    | 初週売上は音楽DVD史上4位。                                                                   |
| 4  | 2006年2月15日  | Endless SHOCK                                                           | DVD       | DVD総合：1位                                                    |                                                                                              |
| 5  | 2007年5月16日  | KOICHI DOMOTO CONCERT TOUR 2006 mirror 〜The Music Mirrors My Feeling〜 | DVD       | DVD総合：1位                                                    |                                                                                              |
| 6  | 2008年10月29日 | Endless SHOCK 2008                                                      | DVD       | DVD総合：1位                                                    |                                                                                              |
| 7  | 2011年3月9日   | KOICHI DOMOTO CONCERT TOUR 2010 BPM                                     | DVD       | DVD総合：1位                                                    |                                                                                              |
| 7  | 2012年10月3日  | KOICHI DOMOTO CONCERT TOUR 2010 BPM                                     | BD        | BD総合：8位                                                     |                                                                                              |
| 8  | 2013年2月6日   | Document of Endless SHOCK 2012 -明日の舞台へ-                           | DVD       | DVD総合：1位                                                    | 制作の裏側を見せるドキュメンタリーであるため、映像作品の中で唯一光一が編集に携わっていない。 |
| 8  | 2013年7月3日   | Document of Endless SHOCK 2012 -明日の舞台へ-                           | BD        |                                                                 | 制作の裏側を見せるドキュメンタリーであるため、映像作品の中で唯一光一が編集に携わっていない。 |
| 9  | 2013年7月3日   | KOICHI DOMOTO Concert Tour 2012“Gravity”                                | DVD       | DVD総合：1位                                                    |                                                                                              |
| 9  | 2014年2月5日   | KOICHI DOMOTO Concert Tour 2012“Gravity”                                | BD        | BD総合：9位                                                     |                                                                                              |
| 10 | 2013年9月18日  | Endless SHOCK 2012                                                      | DVD / BD  | DVD総合：2位 （DVD音楽：2位） BD総合：1位                       | 完全予約生産限定販売。男性ソロアーティストとして初のBD総合首位。                             |
| 11 | 2014年9月17日  | Endless SHOCK 1000th Performance Anniversary                            | DVD / BD  | DVD総合：1位 （DVD音楽：1位） BD総合：1位                       | 自身初のDVD、BDでの同時総合首位を達成。                                                      |
| 12 | 2016年5月11日  | KOICHI DOMOTO LIVE TOUR 2015 Spiral                                     | DVD / BD  | DVD総合：1位 BD総合：1位 総合ミュージック映像ランキング：1位    |                                                                                              |
| 13 | 2021年11月3日  | Endless SHOCK 20th Anniversary                                          | DVD / BD  | DVD総合：1位 BD総合：1位 週間ミュージックDVD・BDランキング：1位 |                                                                                              |
| 14 | 2022年4月27日  | KOICHI DOMOTO LIVE TOUR PLAYFUL                                         | DVD / BD  | DVD総合：1位 BD総合：1位 週間ミュージックDVD・BDランキング：1位 |                                                                                              |

## タイアップ
| 曲名               | タイアップ                                                                       |
| ------------------ | -------------------------------------------------------------------------------- |
| 僕は思う           | 日本テレビ系ドラマ『銀狼怪奇ファイル〜二つの頭脳を持つ少年〜』エンディングテーマ |
| Deep in your heart | フジテレビ系アニメ『獣王星』主題歌                                               |
| +MILLION but -LOVE | 日本テレビ系『音楽戦士 MUSIC FIGHTER』7月期オープニングテーマ                    |

| 曲名    | タイアップ                                            |
| ------- | ----------------------------------------------------- |
| No more | 映画『銀幕版 スシ王子! 〜ニューヨークへ行く〜』主題歌 |
| 修行唄  | テレビ朝日系ドラマ『スシ王子!』挿入歌                 |

## 出演

### テレビドラマ
- ドラマシティー'93「愛よ、眠らないで」（1993年1月28日、日本テレビ） - 池田浩一 役
- 人間・失格〜たとえばぼくが死んだら〜（1994年7月8日 - 9月28日、TBS） - 影山留加 役
- 家なき子2（1995年4月15日 - 7月8日、日本テレビ） - 牧村晴海 役
- 木曜の怪談「マリオ」（1995年11月2日、フジテレビ） - 主演・毬夫 役
- 金曜エンタテイメント「炎の料理人」（1995年12月1日、フジテレビ） - 主演・周富徳 役
- 山田太一新春ドラマ「パパ帰る'96」（1996年1月4日、テレビ朝日） - 福原光太郎 役
- 銀狼怪奇ファイル 〜2つの頭脳を持つ少年〜（1996年1月13日 - 3月16日、日本テレビ） - 主演・不破耕助/銀狼(二役)
- 若葉のころ（1996年4月12日 - 6月28日、TBS） - 主演・藤木甲斐 役
- 新 木曜の怪談「cyborg」（1996年10月17日 - 11月21日、フジテレビ） - 主演・戒堂晃 役
- 24時間テレビドラマ「勇気ということ」（1997年8月23日、日本テレビ） - 主演・田村和夫 役
- 艶姿!ナニワの光三郎七変化（1997年10月2日、関西テレビ） - 主演・浪速屋光三郎 役[184]
- ぼくらの勇気 未満都市（1997年10月18日 - 12月20日、日本テレビ） - 主演・ヤマト 役
  - ぼくらの勇気 未満都市2017（2017年7月21日、日本テレビ） - 主演・ヤマト（新藤 大和）役
- ハルモニア この愛の涯て（1998年7月11日 - 9月12日、日本テレビ） - 主演・東野秀行 役[185]
- P.S. 元気です、俊平（1999年6月24日 - 9月16日、TBS） - 主演・加地俊平 役
- 平成夫婦茶碗〜ドケチの花道〜（2000年2月16日、日本テレビ）[注釈 10]
- 天使が消えた街（2000年4月12日 - 6月28日、日本テレビ） - 主演・高野達郎 役[186][187]
- ルーキー!（2001年4月10日 - 6月26日、関西テレビ） - 主演・愛田誠 役[188]
- リモート（2002年10月12日 - 12月14日、日本テレビ） - 氷室光三郎 役[24]
- 世にも奇妙な物語 秋の特別編「昨日公園」（2006年10月2日、フジテレビ）[189][注釈 11] - 主演・遠藤陽介 役
- スシ王子!（2007年7月27日 - 9月14日、テレビ朝日） - 主演・米寿司 役[109]
- 天才探偵ミタライ〜難解事件ファイル「傘を折る女」〜（2015年3月7日、フジテレビ） - 石岡和己 役[192]
- 陰陽師（2015年9月13日、テレビ朝日） - 源博雅 役[193]

### テレビ番組
- チチパパ親父!娘をたのむで!（1997年4月25日 - 9月26日、フジテレビ）
- ピカイチ（1999年10月3日 - 2001年9月30日、日本テレビ）[38]
- ポップジャム（2000年4月1日 - 2002年2月18日、NHK総合）
- ジャパン☆ウォーカー（2001年10月7日 - 2002年3月31日、日本テレビ）
- 世代密林〜ジェネレーションジャングル（2002年4月7日 - 2002年9月29日、日本テレビ）
- ジェネジャン!（2002年10月6日 - 2003年3月30日、日本テレビ）
- 遊ワク☆遊ビバ!（2003年4月6日 - 2004年3月28日、日本テレビ）
- ジェネジャン!!（2004年4月24日 - 2005年3月26日、日本テレビ） - その後2005年4月から2007年4月まで不定期に放送された
- 視聴者限定TV堂本光一のみちゃだめ!!（2005年5月28日、テレビ朝日）
  - 視聴者限定TV堂本光一のみちゃだめ!!II（2005年10月1日）
- 堂本光一のアンラッキー研究所（2008年10月25日 - 2012年1月2日〔全6回〕、日本テレビ）
- 堂本光一PRESENTS 死ぬまでに知りたい10の事〜知神(しりがみ)さまのギモン評議会（2008年11月1日、日本テレビ）
- 堂本光一 すべてはステージのために〜究極のエンターテインメント『SHOCK』〜（2010年8月18日、NHK総合）[98][194]
- 堂本光一のNEWS LABO（2012年8月17日、NHK総合）
- 火星 大冒険!〜地球外生命を発見せよ〜（2012年9月1日、NHK BSプレミアム） - MC[157]
- 火星大冒険 生命はいるのか?（2012年10月20日、NHK総合） - MC
- ちょこっとサイエンス（2012年12月27日 - 2014年3月14日〔全5回〕、NHK総合） - MC[155][156][195]
- The Covers（NHK BSプレミアム）
  - （2022年4月3日 - 2024年3月） - ナレーター[196][197]
  - （2025年4月6日 - ） - 語り[198]
- @cx_motorsports presents 堂本光一のレースのミカタ（2023年9月8日、フジテレビTWO）[140]
  - @cx_motorsports presents 堂本光一のレースのミカタ 2024（2024年3月29日、フジテレビTWO）[199]
- さよなら帝国劇場 最後の1日 THEミュージカルデイ（2025年2月28日、日本テレビ） - 市村正親・井上芳雄とMC[200]
- 未知なるニブイチ〜魔神からの挑戦状〜（2025年5月30日、関西テレビ） - 横山裕とMC[201]

### ラジオ番組
- オールナイトニッポンGOLD〜帝劇クロージングSP〜（2025年2月14日、ニッポン放送） - 井上芳雄とパーソナリティ[202]

### 映画
- 200X年・翔（1992年11月14日公開、ヒューマックス） - 主演・聖翔 役
- シュート!（1994年3月12日公開、松竹）
- 家なき子（1994年12月17日公開、東宝） - 堀口稔 役
- 銀幕版 スシ王子! 〜ニューヨークへ行く〜（2008年4月19日公開、ワーナー・ブラザース映画） - 主演・米寿司 役[29][203]
- Endless SHOCK（2021年2月1日公開、東宝映像事業部） - 主演・コウイチ 役（作・構成・演出・監督も務める）[204]

### ネット配信
- 光ちゃん、これやってみない?（2018年6月8日 - 7月13日〔全6回〕、GYAO!）[205]

### 声優
テレビアニメ
- 獣王星 第6話 - 第11話（2006年4月13日 - 6月22日、フジテレビ系「ノイタミナ」枠） - 主役・トール（青年期） 役
- クレヨンしんちゃん『スシ王子!だゾ』（2008年4月25日、テレビ朝日） - 堂本光一（本人） 役

映画
- ラッシュ プライドと友情（2014年2月7日、ギャガ） - 主役・ジェームス・ハント〈クリス・ヘムズワース〉 役（吹き替え）

### 舞台
- こけら落し特別公演ジャニーズファンタジー kyotokyoシアター1200（1997年8月9日 - 15日、京都シアター1200）
- SHOW劇'99 MASK（1999年1月6日 - 31日、日生劇場） - 主演・優貴 役[17]
- SHOCKシリーズ - 主演・コウイチ 役
  - MILLENNIUM SHOCK（2000年11月2日 - 26日、帝国劇場）[40]
  - ショー劇・SHOCK（2001年12月1日 - 25日・2002年1月3日 - 27日、帝国劇場）
  - ショー劇・SHOCK（2002年6月4日 - 28日、帝国劇場）[53]
  - SHOCK is Real SHOCK（2003年1月8日 - 2月25日、帝国劇場）[207]
  - Shocking SHOCK（2004年2月6日 - 29日、帝国劇場）
  - Endless SHOCK（2005年1月8日 - 2月28日、帝国劇場）[208]
  - Endless SHOCK（2006年2月6日 - 3月29日、帝国劇場）[209]
  - Endless SHOCK（2007年1月6日 - 2月28日、帝国劇場）[210][211]
  - Endless SHOCK（2008年1月6日 - 2月26日、帝国劇場）[212]
  - Endless SHOCK（2009年2月5日 - 3月30日、帝国劇場）[153][213]
  - Endless SHOCK（2010年2月14日 - 3月30日・7月4日 - 31日、帝国劇場）[214][215]
  - Endless SHOCK（2011年2月5日 - 3月10日[注釈 12]、帝国劇場）
  - Endless SHOCK（2012年1月7日 - 31日、博多座 / 2月8日 - 4月30日、帝国劇場）[51][217]
  - Endless SHOCK（2013年2月4日 - 3月31日、帝国劇場 / 4月8日 - 30日、博多座 / 9月2日 - 29日、梅田芸術劇場）[15][218][52]
  - Endless SHOCK（2014年2月4日 - 3月31日、帝国劇場 / 9月8日 - 30日、梅田芸術劇場 / 10月8日 - 31日、博多座）[219][220]
  - Endless SHOCK 15th Anniversary（2015年2月3日 - 3月31日[注釈 13]、帝国劇場 / 9月8日 - 30日、梅田芸術劇場 / 10月7日 - 31日、博多座）[222]
  - Endless SHOCK（2016年2月4日 - 3月31日、帝国劇場）[223]
  - Endless SHOCK（2017年2月1日 - 3月31日、帝国劇場 / 9月8日 - 30日、梅田芸術劇場 / 10月8日 - 31日、博多座）[224][225]
  - Endless SHOCK（2018年2月1日 - 3月31日、帝国劇場）[226][227]
  - Endless SHOCK（2019年2月4日 - 3月31日、帝国劇場 / 9月11日 - 10月5日、梅田芸術劇場）[228][229][230]
  - Endless SHOCK 20th Anniversary（2020年2月4日 - 2月27日[注釈 14]、帝国劇場）[233]
  - Endless SHOCK -Eternal-（2020年9月15日 - 10月12日、梅田芸術劇場）[234]
  - Endless SHOCK -Eternal-（2021年2月4日 - 3月31日、帝国劇場）[235]
  - Endless SHOCK -Eternal-（2022年4月10日 - 5月31日、帝国劇場）[236]
  - Endless SHOCK（2022年9月5日 - 10月2日[注釈 15]、博多座）[238]
  - Endless SHOCK・Endless SHOCK -Eternal-（2023年4月9日 - 5月31日、帝国劇場）[239]
  - Endless SHOCK・Endless SHOCK -Eternal-（2024年4月11日 - 5月31日、帝国劇場）[240]
  - Endless SHOCK（2024年7月26日 - 8月18日、梅田芸術劇場 / 9月1日 - 29日、博多座 / 11月8日 - 29日、帝国劇場）[241][242][73]
- KANSAI SUPER SHOW 七人の侍（2010年11月20日 - 21日、有明コロシアム） - 主演[243][244]
- ナイツ・テイル-騎士物語-（2018年7月27日〈プレビュー公演：7月26日・27日〉 - 8月29日、帝国劇場 / 9月18日 - 10月15日、梅田芸術劇場） - 主演・アーサイト 役[245][246]
  - ナイツ・テイル-騎士物語-（2021年9月13日[注釈 16] - 30日、梅田芸術劇場 / 10月6日 - 11月7日、帝国劇場 / 11月13日 - 29日、博多座） - 主演・アーサイト 役[248][249][250]
  - ナイツ・テイル-騎士物語- ARENA LIVE（2025年8月2日 - 10日〈予定〉、東京ガーデンシアター） - 主演・アーサイト 役[251]
- ミュージカル「チャーリーとチョコレート工場」（2023年10月9日 - 31日、帝国劇場 / 2024年1月4日 - 15日、博多座 / 1月27日 - 2月4日、フェスティバルホール） - 主演・ウィリー・ウォンカ 役[252]
  -     - ミュージカル「チャーリーとチョコレート工場」（2026年3月27日 - 31日〈予定〉、ウェスタ川越 / 4月7日 - 29日〈予定〉、日生劇場 / 5月〈予定〉、福岡 / 6月〈予定〉、大阪）[253]

### コンサート・イベント
- ミュージカル「ナイツ・テイル」in シンフォニックコンサート（2020年8月10日 - 13日、東京芸術劇場コンサートホール / 8月18日 - 22日、東京オペラシティ）[注釈 17][255][256][257]
- MOUSE PEACE FES. 2024 1st Bite（2024年10月31日、パシフィコ横浜） - 亡霊 役（VTR出演）[258]
- CONCERT『THE BEST New HISTORY COMING』（2024年2月23日・24日、帝国劇場）[259][注釈 18]
- Red Bull Showrun x Powered by Honda（2025年4月2日、お台場特設コース） - MC[261]

### CM・広告
- 武田薬品工業（2000年5月 - 2001年4月）
  - 「ハイシービフィーズ」
  - 「ハイシーCEtime」[262]
- 日本コカ・コーラボトラーズ「コカ・コーラ」（2003年3月 - 7月）[149][注釈 19]
- ハウス食品「カップシチュー」（2007年8月中旬 - ）[263]
- 森永製菓「ポテロングZ〈わさび味〉」（2007年12月 - ） - テレビCMはなく、監修&雑誌等の広告のみ[264]
- 映画『フォードvsフェラーリ』（2020年1月 - ） - アンバサダー[145]
- 映画『フェラーリ』（2024年6月 - ） - 宣伝コメンダトーレ[265]
- FTC「FTC NMN ULTIMATE15000」（2024年11月 - ） - スペシャルアンバサダー[266]

## 単独コンサート・イベント
| 公演日程                  | 形態     | タイトル                                                                  | 公演規模                                            | 会場 | 備考 |
| ------------------------- | -------- | ------------------------------------------------------------------------- | --------------------------------------------------- | --- | --- |
| 2004年 3月29日 - 5月5日   | ツアー   | KOICHI DOMOTO LIVE TOUR 2004 1/2                                          | 6か所16日間27公演 30万4000人動員                    | 大阪城ホール 広島グリーンアリーナ 北海道立総合体育センター 仙台市体育館 マリンメッセ福岡 横浜アリーナ | 「今までの堂本光一の集大成」として過去と現在を総括した内容で構成。ステージ中央に横浜アリーナ史上初だという「噴水」を設置し、1公演で10トンもの水を使用した他、プロジェクションマッピングの前身であるPIGIを演出に取り入れた。衣装は14変化し、「SHOCK」の楽曲やフライングにも挑戦した。滝沢秀明の舞台のために書き下ろした「DREAM BOY」や堂本剛の「溺愛ロジック」、CD化されていない「In Our Dreams」など24曲を披露した。 |
| 2004年 11月1日            | イベント | KOICHI DOMOTO Presents IT LOOKS BACK UPON 1/2                             | 1か所1日間1公演                                     | 渋谷公会堂 | DVD『KOICHI DOMOTO LIVE TOUR 2004 1/2』発売イベント |
| 2006年 9月13日 - 10月30日 | ツアー   | KOICHI DOMOTO CONCERT TOUR 2006 "mirror" 〜The Music Mirrors My Feeling〜 | 7か所19日間27公演 33万人動員 （追加3公演を含む）    | 名古屋レインボーホール マリンメッセ福岡 サンドーム福井 大阪城ホール 真駒内アイスアリーナ 宮城県総合運動公園総合体育館 横浜アリーナ | 光一の希望で前回のツアーで行けなかった名古屋からスタート。9月17日18時開演の福岡公演は台風の影響により10月3日18時30分開演に振替られた。内容は1作目のソロアルバム『mirror』を中心に構成し、「追憶の雨」など『SHOCK』からの曲も一部披露した。披露した19曲中18曲が光一作曲の楽曲。万華鏡のように鏡6枚を使った演出や侍姿の撮り下ろし映像、番傘など「和」の要素を取り入れて徹底的に"見せ方"にこだわった。応援うちわの自粛が要請され、グッズなどでKDマークが初登場した。 |
| 2009年 8月15日 - 10月12日 | ツアー   | 堂本光一 CONCERT TOUR 2009 Best Performance And Music                     | 5か所16日間25公演 30万2000人動員 （追加10公演含む） | マリンメッセ福岡 名古屋 日本ガイシホール 大阪城ホール 横浜アリーナ 北海道立総合体育センター （横浜アリーナは9月・10月の2回に分けての公演） | 日本で開発され、世界でまだ27台しか存在しない光を立体的に見せることができる最新鋭の舞台装置「.image（ドットイメージ）」を全て集結させ、世界初となる豪華演出を披露。10月12日の横浜アリーナ夜公演では愛犬パンを初めてステージに上げ、ファンに披露する一幕もあった。 |
| 2010年 9月11日 - 11月14日 | ツアー   | KOICHI DOMOTO CONCERT TOUR 2010 BPM                                       | 9か所22日間28公演 29万人動員 （追加3公演含む）      | 沖縄コンベンションセンター展示場 北海道立総合体育センター 大阪城ホール マリンメッセ福岡 横浜アリーナ 名古屋日本ガイシスポーツプラザ ガイシホール 仙台 セキスイハイムスーパーアリーナ 大分ビーコンプラザ コンベンションホール 神戸ワールド記念ホール | 4年ぶりとなるオリジナルソロアルバム『BPM』を引っ提げ、10種類以上の衣装で全18曲を披露。照明にもこだわり、昨年も使用した「.image」を今年は81台に増やした。また、ジャニー喜多川の助言もあり、横浜アリーナ公演最終日のライブ後半「Bounce up」の間奏では愛犬パンを登場させ、報道陣に初のお披露目となった。 |
| 2011年 9月9日 - 10月2日   | ツアー   | KOICHI DOMOTO 2011 BPM ソウル・台北公演                                   | 2か所5日間6公演 2万1000人動員 （追加3公演含む）     | 韓国・ソウル オリンピック公園-オリンピックホール 台湾・台北 南港101 | 2010年のBPMツアーを鑑賞した韓国のエージェントから「こういうステージをぜひ韓国でもやって欲しい」とのオファーがあり、初の韓国公演が実現。公演前の8月第2週にプロモーションのため韓国を訪れ、ソウル弘恩洞グランドヒルトンホテルで来韓公演記念記者懇談会を開いた。韓国は当初1公演予定だったにもかかわらずチケットが30秒で完売したため2公演が追加、KinKi Kidsの海外ツアー以来10年ぶりとなる台湾公演も30分で完売したため1公演が追加された。公演内容は2010年に日本で行ったBPMツアーと同じ。 |
| 2012年 9月23日 - 12月16日 | ツアー   | KOICHI DOMOTO 2012“Gravity”                                               | 18公演 20万人超動員                                 | 北海きたえーる 神戸ワールド記念ホール 横浜アリーナ 長野ビッグハット 仙台 セキスイハイムスーパーアリーナ 名古屋日本ガイシスポーツプラザ ガイシホール 石川県産業展示館4号館 マリンメッセ福岡 大阪城ホール（特別公演）                                 | 9月30日に予定されていた神戸ワールド記念ホールでの2公演は台風17号の影響で中止となり、12月16日の大阪城ホール公演に振替となった。3作目のソロアルバム『Gravity』を中心に21曲を激しいダンスを交えて披露し、アメリカから輸入した最新鋭の舞台機構「サイバートラスシステム」を導入して空中に約100メートルの花道を作るなど演出にもこだわったところ、ジャニー喜多川に「構成もMCもスキがないね」と事務所に入って21年目にして初めて褒められた。 |
| 2015年 7月12日 - 8月21日  | ツアー   | KOICHI DOMOTO LIVE TOUR 2015 Spiral                                       | 5か所12公演 15万3000人動員                          | 北海きたえーる 大阪城ホール 横浜アリーナ マリンメッセ福岡 名古屋日本ガイシスポーツプラザ ガイシホール | 4作目のソロアルバム『Spiral』を引っ提げたツアー。2015年6月に『ミュージックステーション』で共演したことをきっかけにケント・モリにツアー用振り付けをしてもらうことが実現した「SHOCK!」や、トラヴィス・ペイン振付による「Danger Zone」など、本人曰く「豪華な振り付け」で激しいダンスナンバーを中心にダブルアンコールまで全23曲をトークを含め約3時間にわたって披露。演出にもこだわり、縦80メートル、横70メートルで高さ20メートルまで上がる十字型の空中花道も登場した。 |
| 2021年 6月20日 - 8月12日  | ツアー   | KOICHI DOMOTO LIVE TOUR 2021 PLAYFUL                                      | 5か所11公演                                         | 真駒内セキスイハイムアイスアリーナ 日本ガイシスポーツプラザ ガイシホール 横浜アリーナ 大阪城ホール マリンメッセ福岡 | アルバム『PLAYFUL』を引っ提げたコンサート。アルバムと同じくスクウェア・エニックスとコラボレーションする演出を含め、「音を可視化させる」をテーマに「V-Last Forever-」と題したCD未収録の楽曲も含め約1時間45分で全21曲を披露。感染対策のため、ファンは着席状態で「ずっと前だけを見られるように」と花道は無し。バンドメンバーや弦楽器隊がオーケストラピットのような空間で生演奏するショースタイルを採用し、アンコールも取りやめられた。7月25日の横浜アリーナ昼公演ではステージ上で自身の公式インスタグラム開設を発表し、その場で客席をバックに自撮り写真を投稿。また、8月12日のマリンメッセ福岡での最終公演は生配信された。 |
| 2025年 10月4日 - 11月6日  | ツアー   | KOICHI DOMOTO LIVE TOUR 2025 RAISE                                        | 4か所10公演                                         | Aichi Sky Expo（愛知県国際展示場）Aホール 横浜アリーナ マリンメッセ福岡A館 大阪城ホール | 4年3か月ぶりのアルバム『RAISE』を引っ提げてのツアー。 |

## 演出
自身が出演していないものを記載する。特記なき場合は演出。
コンサート
- Hey! Say! JUMP LIVE TOUR 2019-2020 PARADE（2019年11月 - 2020年1月） - 「和風ブロック」スーパーバイザー、Hey! Say! JUMPのキャラクター「ウルぷぅ」声担当

舞台
- DREAM BOYシリーズ
  - DREAM BOYS（2019年9月） - 演技指導
  - DREAM BOYS（2020年12月 - 2021年1月）
  - DREAM BOYS（2021年9月）
  - DREAM BOYS（2022年9月）
  - DREAM BOYS（2023年9月）
  - DREAM BOYS（2024年10月）

- JOHNNYS' World Next Stage（2023年1月） - 演出統括・殺陣指導（東山紀之、井ノ原快彦と共同演出）
- Act ONE（2024年1月） - スーパーバイザー

## 書籍

### 著書
- 米寿司 寫眞集in「銀幕版 スシ王子! 〜ニューヨークへ行く〜」（2008年4月9日発売、角川ザテレビジョン）ISBN 978-4-04-895018-3
米寿司名義の映画公式写真集。ニューヨークへ修行の旅に出た米寿司を映画のストーリーと写真で追う。[301][302]
- 僕が1人のファンになる時[269]（2011年1月20日発売、ソニー・マガジンズ）ISBN 978-4-7897-3449-3
- 僕が1人のファンになる時2[303]（2013年3月14日発売、エムオン・エンタテインメント）[304] ISBN 978-4-7897-3598-8
上記2冊は『GRAND PRIX SPECIAL』での連載「F1賛歌」をベースに加筆された本。そのためF1関連の話題がメインである。
- エンタテイナーの条件（2016年2月14日発売、日経BP社）[305] ISBN 978-4-8222-7272-2
『日経エンタテインメント!』での連載を書籍化[306]。
- エンタテイナーの条件2（2025年2月22日発売、日経BP社）ISBN 978-4-2962-0660-5
- エンタテイナーの条件3（2025年2月22日発売、日経BP社）ISBN 978-4-2962-0684-1
『日経エンタテインメント!』での約8年分のコラムを再編集し、2冊同時発売[307]。

### 連載
- ソニー・マガジンズ『GRAND PRIX SPECIAL』「F1賛歌」（2006年2月号 - 2016年1月号）
- 『東京中日スポーツ』「光速コーナー」（2007年 - 2012年12月1日、2017年[308]）
- ぴあ『ススめる!ぴあ』「Endless Days 〜堂本光一のオワラナイ日々〜」（2010年2月 - 2010年12月）
- 日経BP社『日経エンタテインメント!』「エンタテイナーの条件」（2013年9月号 - ）[309]
- 集英社『週刊プレイボーイ』「堂本光一 コンマ一秒の恍惚」（2016年10月[310] - ） ※月1連載[311]→隔週連載[312]（ - 2024年1月22日号[313]）→WEB連載[314]